# Mosley Music Group
Mosley Music Group är ett skivbolag grundat av Tim "Timbaland" Mosley. Bolaget distribueras av Interscope Records.

## Artister
- Timbaland[1]
- Nelly Furtado[1]
- Keri Hilson[1]
- Chris Cornell[1]
- Billy Blue[1]
- SoShy[1]
- OneRepublic[1]
- D.O.E.[1]
- Hayes[2]